# Montes Caillet Bois
Die Montes Caillet Bois (spanisch) sind eine Gruppe von Bergen auf Renard Island vor der Kiew-Halbinsel an der Danco-Küste des Grahamlands auf der Antarktischen Halbinsel.
Argentinische Wissenschaftler benannten sie. Der weitere Benennungshintergrund ist nicht überliefert. Wahrscheinlicher Namensgeber ist der argentinische Marinehistoriker Teodoro Caillet Bois (1879–1949).